# Wagerswil
Wagerswil ist eine Ortschaft der Gemeinde Wigoltingen im Bezirk Weinfelden des Schweizer Kantons Thurgau. Wagerswil liegt am Südhang des Seerückens nahe der Autobahn Winterthur–Konstanz.

## Geschichte
Wagerswil gehörte vom Mittelalter bis 1798 zum Niedergericht Wigoltingen, in das sich die Herrschaft Altenklingen und die Dompropstei Konstanz teilten.
Von 1812 bis 1994 bildete  Wagerswil zusammen mit  Engwang die Ortsgemeinde Engwang.
Kirchlich gehörte das überwiegend reformierte Dorf zur Pfarrei Wigoltingen.

## Bilder

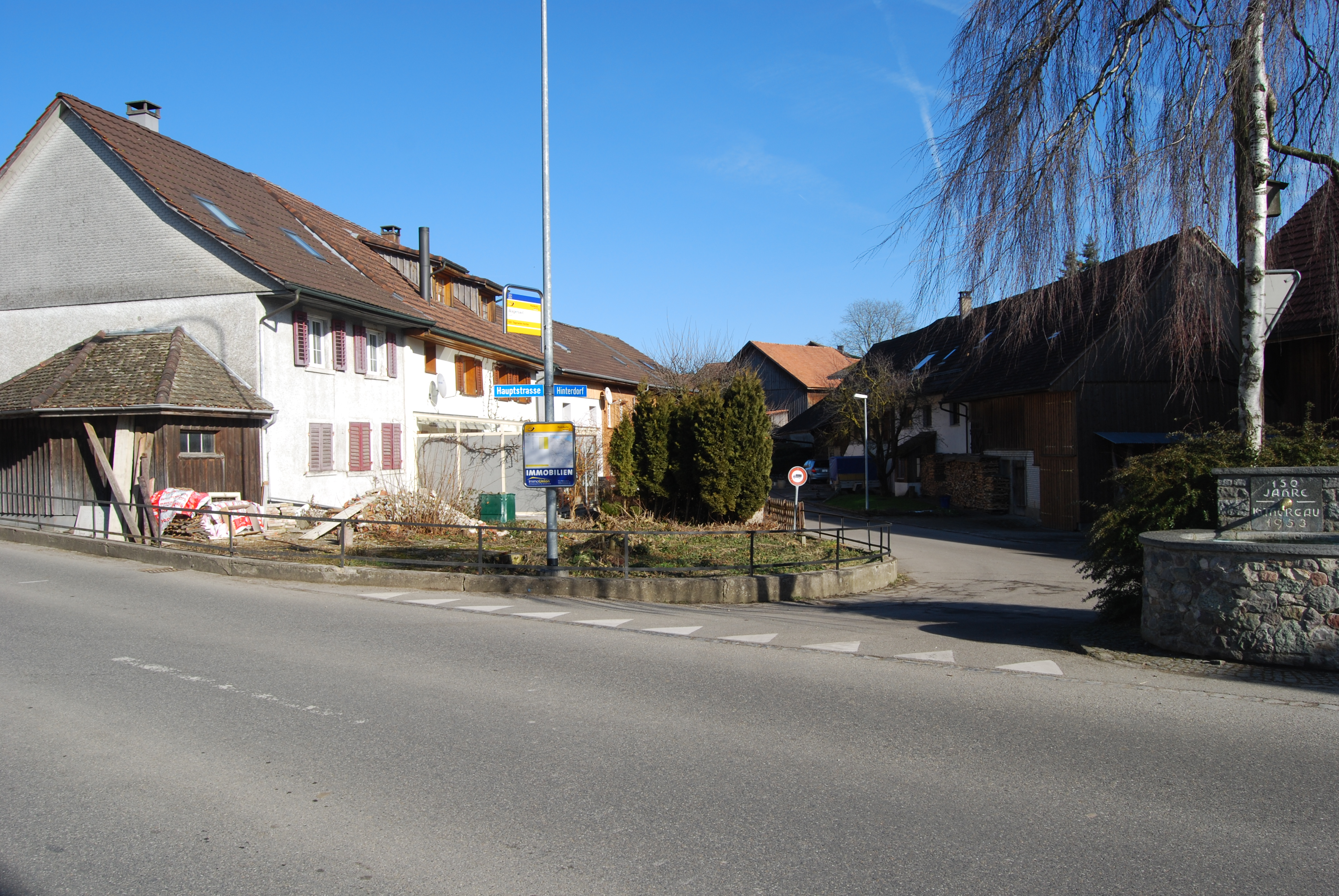
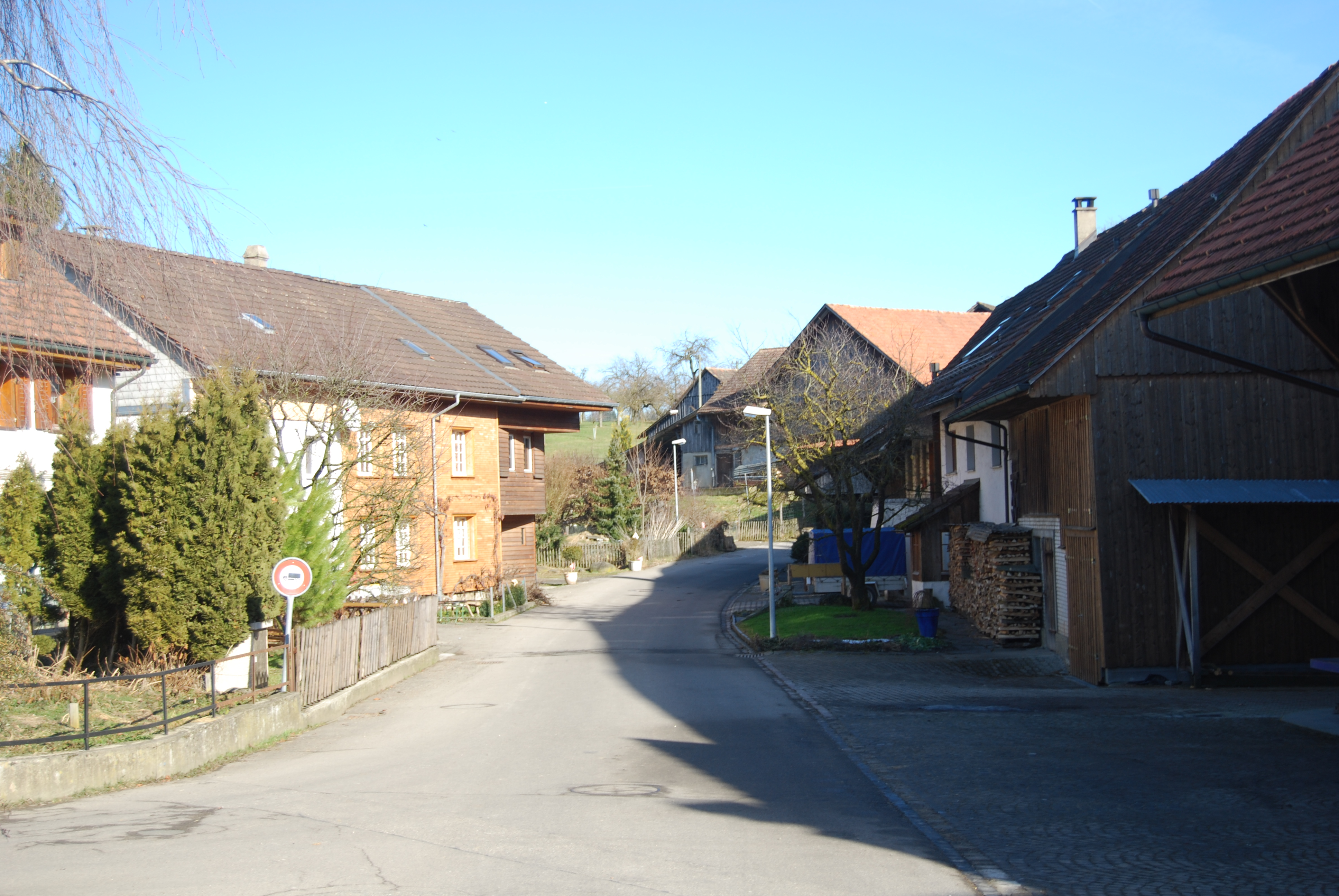
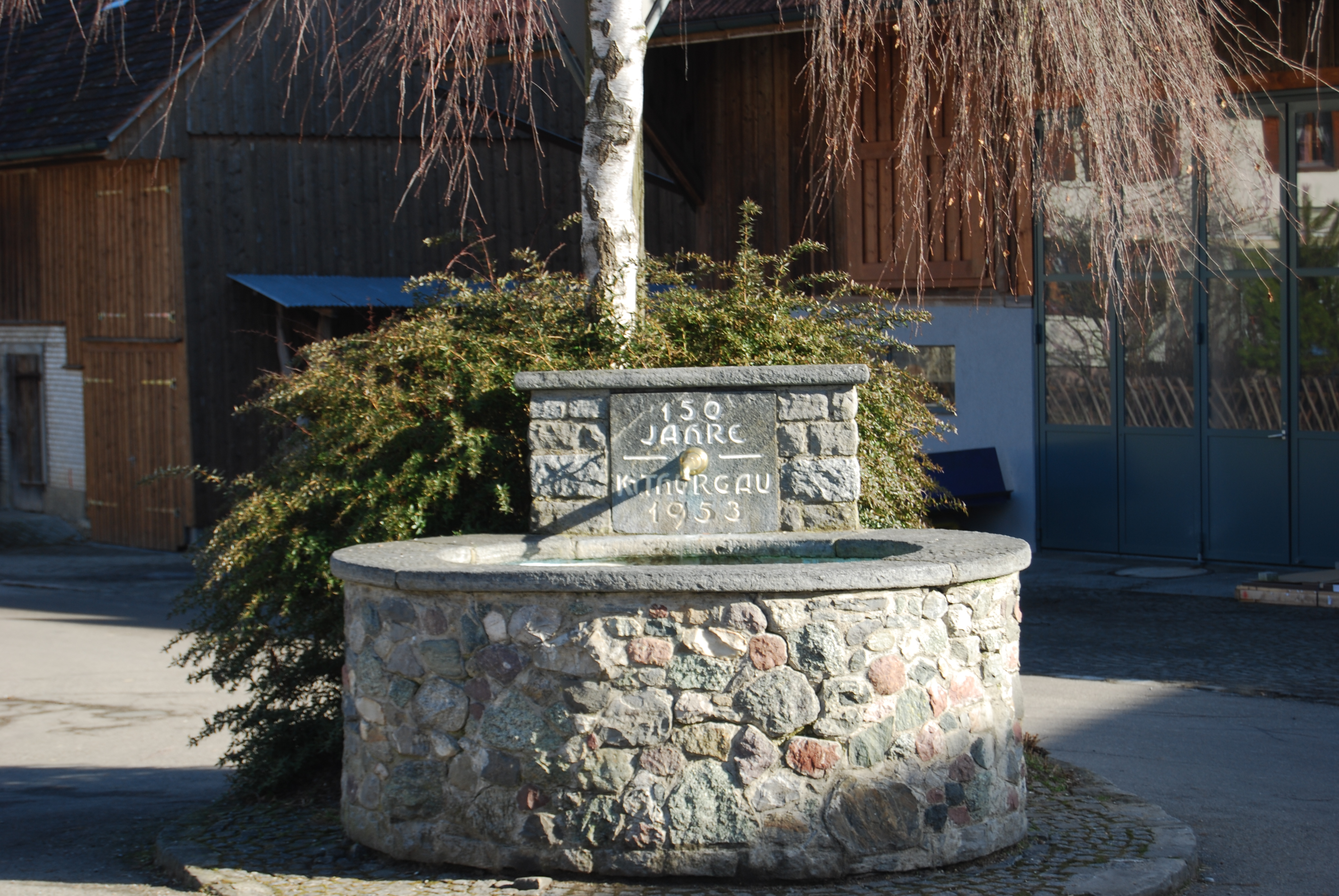